# Rui Moreira
Rui de Carvalho de Araújo Moreira (ur. 8 sierpnia 1956 w Porto) – portugalski przedsiębiorca, działacz gospodarczy i polityk, od 2013 burmistrz Porto.

## Życiorys
Kształcił się m.in. w szkole niemieckiej Colégio Alemão do Porto. Wyjechał na studia do Wielkiej Brytanii, kończąc w 1978 zarządzanie przedsiębiorstwem na University of Greenwich w Londynie. Po powrocie do Portugalii zajął się biznesem. Prowadził rodzinne przedsiębiorstwo transportu morskiego, a także inwestował w różne przedsięwzięcia m.in. w Brazylii i Chile. Był regularnym publicystą prasowym i komentatorem politycznym. Działał w organizacjach gospodarczych, w latach 2001–2013 pełnił funkcję prezesa stowarzyszenia handlowego Associação Comercial do Porto.
W 2013 wygrał wybory na urząd burmistrza Porto, kandydując jako niezależny z poparciem Centrum Demokratycznego i Społecznego – Partii Ludowej. W 2017 i 2021 z powodzeniem ubiegał się o reelekcję na kolejne kadencje.